# はくちょう座KY星
はくちょう座KY星（はくちょうざけいわいせい）は、はくちょう座に位置する赤色超巨星。学名はKY Cygni（略称はKY Cyg）。現在知られている恒星の中では、直径と光度が大きいものの一つとされている。